# Renato Cattaneo (1903)
Renato Cattaneo (Alessandria, 26 ottobre 1903 – Alessandria, 25 giugno 1974) è stato un calciatore e allenatore di calcio italiano, di ruolo attaccante.
«Ala destra di buon talento e dal gol facile», è ricordato come uno dei calciatori-simbolo dell'Alessandria per l'alto numero di presenze e per essere il calciatore più prolifico nella storia della società.

## Biografia
Iniziò a giocare a calcio adolescente ed entrò nelle giovanili dell'Alessandria nel 1919; intraprese dunque la carriera di calciatore. Militò a lungo nella prima squadra del club grigio e disputò alcune gare in Nazionale.
Negli anni Trenta giocò nella Roma; diventato allenatore, per motivi di salute lasciò la carriera. Lavorò poi come impiegato.
Morì nel 1974, a 70 anni, per un collasso cardiaco. A lui è dedicato il campo sportivo di via Monteverde, ad Alessandria, terreno di gioco delle squadre giovanili dell'Alessandria.

## Caratteristiche tecniche

### Giocatore
Cattaneo è stato ricordato dal giornalista alessandrino Franco Marchiaro come «un'ala destra veloce e tecnica, un attaccante tanto estroso», mentre lo storico del calcio Carlo Felice Chiesa lo ha descritto «attaccante rapidissimo dal dribbling fulminante»; Ugo Boccassi lo considera «il più caratteristico, il più estroso, il più personale nel suo gioco tra gli attaccanti alessandrini».
Per i suoi «scarti imprevedibili» fu soprannominato "Ciaplén"; l'origine di questo nomignolo è incerta. Secondo Carlo F. Chiesa e Mimma Caligaris fu coniato da Adolfo Baloncieri (che osservandolo esclamò in dialetto alessandrino «U smeja 'n ciaplén», "Assomiglia a un ciaplén"), con riferimento al sasso nel gioco del rimbalzello o ai salti di un cagnolino, mentre per Marchiaro deriverebbe dal cognome dell'attore Charlie Chaplin, con riferimento al dinamismo del personaggio di Charlot.
Erberto Levi lo elogiò particolarmente dopo una gara dell'Alessandria contro la Juventus, nel 1933, nella quale Cattaneo segnò una rete decisiva: «Come ha potuto partire un pallone così forte dal piede di un uomo così piccino? Cattaneo non è alto certamente, ma poderoso come un torello. E non ha più vent'anni; ma in velocità come in precisione ha dato molti punti ai ventenni sul campo».

## Carriera

### Giocatore

#### Club

##### La militanza nell'Alessandria
Entrò adolescente nelle giovanili dell'Alessandria; debuttò in prima squadra il 7 gennaio 1923, a 19 anni, nella partita Alessandria-Andrea Doria, terminata 3-0. Allenatori in quella stagione erano Carlo Carcano e Béla Révész; Cattaneò esordì come centravanti e, nella stessa gara, mise a segno la sua prima rete in carriera. Disputò le successive due gare di campionato, per poi tornare in prima squadra solamente nell'ottobre 1924, a causa del servizio militare.
Non vi è certezza riguardo ad una possibile militanza nella Lazio a metà anni Venti; il Dizionario del calcio italiano lo identifica col Cattaneo che nel 1925, assieme ad Ezio Sclavi ed Antonio Vojak, aveva fatto richiesta alla società di un sussidio economico per potersi stabilire a Roma, dove aveva svolto servizio militare e fatto parte della compagine biancoceleste. Al rifiuto, legato alla rigida politica della dirigenza riguardo al dilettantismo, sarebbe tornato nella città natale. Risulta però che Renato Cattaneo abbia giocato regolarmente, nella stagione 1924-1925, con l'Alessandria, autrice peraltro di un campionato positivo, con una squadra dall'età media piuttosto bassa.

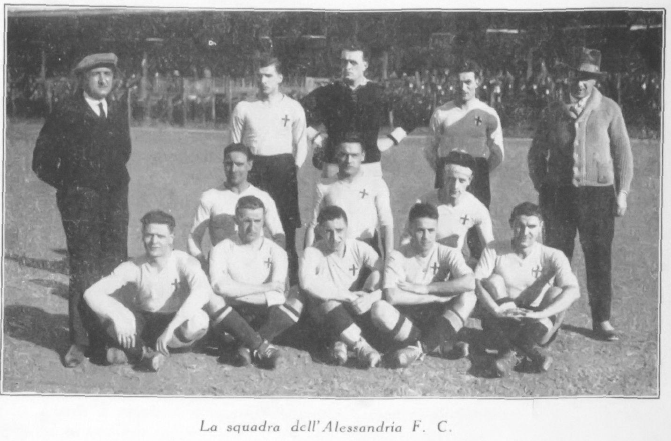
Una formazione dell'Alessandria 1927-1928; Cattaneo è seduto in prima fila, il primo da sinistra

A partire da quel torneo, Cattaneo fu titolare nell'Alessandria per oltre 10 anni e contribuì al raggiungimento di diversi traguardi sportivi; nel 1926 segnò due reti al Novara decisive per la permanenza in Divisione Nazionale; l'anno successivo segnò al Casale nel ritorno della finale di Coppa CONI. Nella stagione 1927-1928 contribuì con un alto numero di gol (a seconda delle fonti, tra le 21 e le 24) al buon campionato dell'Alessandria, che sfiorò la vittoria del titolo. Le 67 reti messe a segno in Serie A tra il 1929 ed il 1935 lo rendono ancora oggi il miglior marcatore della squadra nei tornei a girone unico.
Cattaneo è ricordato per aver segnato l'ultima rete dell'Alessandria sullo storico Campo degli Orti, il 10 giugno 1929, nella gara vinta per 3-1 contro il Modena, oltre che per i duelli ingaggiati con vari portieri dell'epoca, come Giuseppe Cavanna, che ricordava in particolare una sua «stupenda rete di testa» del 22 febbraio 1925, e Gianpiero Combi, che il 18 settembre 1932, durante un'Alessandria-Juventus (3-2), dopo aver ordinato a Bertolini di marcare più stretto Cattaneo (autore nell'occasione di una doppietta), si sentì rispondere da questi: «Invece di protestare, vieni a tenerlo tu!». Secondo le cronache dell'epoca, un suo violento tiro-gol in una gara contro la Triestina costò al portiere alabardato, colpito al volto, sette denti.

##### Il trasferimento alla Roma

Una formazione della Roma 1935-1936; Cattaneo è il quinto in piedi da sinistra

Nella primavera 1935, a 32 anni, fu richiesto dalla Roma. Alla notizia dell'avvenuto trasferimento, scrisse una lettera alla presidenza romanista, pubblicata su Il Littoriale: «Illustre sig. Commissario, sono veramente lieto di aver ricevuto oggi la sua lettera la quale mi conferma il passaggio nella famiglia giallo-rossa, che io difenderò con grande passione e onore come ho fatto per ben 17 anni nella famiglia grigia, e mi permetto di pregarla di porgere i miei vivi saluti ai miei compagni e agli sportivi romani».
Debuttò in maglia giallorossa in Coppa dell'Europa Centrale, nella gara del 16 giugno 1935 contro il Ferencváros, segnando una rete. In campionato l'addio di Enrique Guaita garantì al nuovo acquista la titolarità: nel 1935-1936 disputò 28 gare, mettendo a segnando 6 reti.
È ricordato soprattutto per tre segnature importanti: decise i derby del 13 ottobre 1935 e del 16 febbraio 1936. Del valore del gol che determinò l'esito della gara di ritorno scrisse Fidia Mengaroni sul Littoriale: «Ci accorgiamo oggi qual è stato il dramma dell'alessandrino. Era diventato il peggior uomo in campo per antonomasia. Lo raggiungevano ovunque ironie [...], la bilancia era sempre ferocemente sfavorevole [...]. Ventimila persone domenica hanno visto il miracolo della resurrezione di Cattaneo, quel goal risolutore, e l'alessandrino issato in trionfo sulle spalle dei compagni romanisti [...]. È Cattaneo che ha battuto due volte la Lazio [...]. Domenica sera, alle Grotte del Piccione, le maggiori feste sono toccate all'ala destra»; i tifosi lo ricondussero a casa sua, al Testaccio, in trionfo.
Il successivo 15 marzo firmò poi un contestato "gol fantasma" che decise a pochi minuti dal termine lo scontro diretto contro il Bologna e lanciò i giallorossi nella corsa al vertice. La Roma chiuse seconda, ad un solo punto dal Bologna campione.
Nella stagione successiva Cattaneo disputò solo una parte di campionato in maglia giallorossa; giocò l'ultima gara il 20 dicembre 1936, sul campo del Milan (1-0 per i rossoneri), per poi rescindere alla fine del mese il contratto con la società, che ingaggiò nel suo ruolo Gastone Prendato, e tornare ad Alessandria, dove si allenò con la prima squadra dei grigi senza poter scendere in campo per il resto della stagione, a causa delle norme dell'epoca.

##### Le ultime stagioni e irecordin maglia grigia
Nella stagione 1937-1938 venne assunto dall'Asti, in Serie C, in qualità di giocatore-allenatore. A partire dalla fine di quel torneo giocò saltuariamente, dedicandosi soprattutto all'attività di allenatore.
Giocò alcune gare con l'Alessandria nella stagione 1938-1939, raggiungendo 319 gare in maglia grigia e 146 reti (o 145, a seconda delle fonti). Cattaneo risulta perciò il calciatore più prolifico nella storia della società ed il secondo giocatore più presente in partite ufficiali: mantenne il record per oltre quarant'anni, venendo superato dall'attuale primatista Antonio Colombo. Come già detto, risulta ancora oggi il calciatore con più presenze in maglia grigia in gare di Serie A.
A fine stagione passò alla Sanremese, con cui risulta aver disputato alcune gare di campionato.

#### Nazionale
Cattaneo conta due presenze con l'Italia, allenata da Vittorio Pozzo. La prima risale al 25 gennaio 1931; pur infortunatosi nel corso della partita, fu tra i protagonisti della vittoria sulla Francia in amichevole a Bologna. Cattaneo servì due assist a Giuseppe Meazza e siglò la rete del definitivo 5-0, ricordata come «il goal dello zoppo».
Negli anni successivi fu chiuso, come ala destra, da Costantino e poi da Guaita; tornò a vestire la maglia azzurra quasi cinque anni dopo, il 27 ottobre 1935, contro la Cecoslovacchia.
Vanta anche tre presenze e due reti con la Nazionale B. Il debutto avvenne il 6 aprile 1930, a Genova, contro il Lussemburgo (vittoria 8-1), accanto ad altri quattro alessandrini (Avalle, Banchero, Bertolini e Ferrari).

### Allenatore
Nel 1938, terminato il campionato di Serie C con l'Asti, venne chiamato sulla panchina dell'Alessandria, a campionato di Serie B ancora in corso, per sostituire Rudolf Soutschek dopo una crisi di risultati che era costata alla squadra il primato; i cinerini persero gli spareggi per la promozione in A contro Novara e Modena. Fu riconfermato per la stagione successiva, chiusa all'ottavo posto. Tornò ad allenare la squadra nell'immediato dopoguerra, quando coadiuvò l'allenatore Mario Sperone nel vittorioso campionato B-C 1945-1946.
Nella stagione 1939-1940 allenò la Sanremese; lasciò la squadra nell'estate 1940, alla scadenza del contratto, dopo la retrocessione della squadra ligure in C. Seguì poi l'Entella, il Savona e il Parma; nel corso della stagione 1948-1949, mentre allenava i ducali, fu colpito da un infarto e interruppe l'attività tra i professionisti. Passò a seguire negli anni successivi la Vogherese, tra i dilettanti.

## Statistiche

### Presenze e reti nei club
| Stagione           | Squadra            | Campionato         | Campionato | Campionato | Coppe nazionali | Coppe nazionali | Coppe nazionali | Coppe europee | Coppe europee | Coppe europee | Totale | Totale |
| Stagione           | Squadra            | Comp               | Pres       | Reti       | Comp            | Pres            | Reti            | Comp          | Pres          | Reti          | Pres   | Reti   |
| ------------------ | ------------------ | ------------------ | ---------- | ---------- | --------------- | --------------- | --------------- | ------------- | ------------- | ------------- | ------ | ------ |
| 1922-1923          | Alessandria        | 1ª Div             | 3          | 1          | -               | -               | -               | -             | -             | -             | 3      | 1      |
| 1923-1924          | Alessandria        | 1ª Div             | 0          | 0          | -               | -               | -               | -             | -             | -             | 0      | 0      |
| 1924-1925          | Alessandria        | 1ª Div             | 20         | 9          | -               | -               | -               | -             | -             | -             | 20     | 9      |
| 1925-1926          | Alessandria        | 1ª Div             | 25         | 14         | -               | -               | -               | -             | -             | -             | 25     | 14     |
| 1926-1927          | Alessandria        | DN                 | 15         | 9          | CONI+CI         | 12+1            | 1+8             | -             | -             | -             | 28     | 30     |
| 1927-1928          | Alessandria        | DN                 | 31         | 21         | -               | -               | -               | -             | -             | -             | 31     | 21     |
| 1928-1929          | Alessandria        | DN                 | 28         | 12         | -               | -               | -               | -             | -             | -             | 28     | 12     |
| 1929-1930          | Alessandria        | A                  | 33         | 9          | -               | -               | -               | -             | -             | -             | 33     | 10     |
| 1930-1931          | Alessandria        | A                  | 22         | 9          | -               | -               | -               | -             | -             | -             | 22     | 9      |
| 1931-1932          | Alessandria        | A                  | 32         | 12         | -               | -               | -               | -             | -             | -             | 32     | 12     |
| 1932-1933          | Alessandria        | A                  | 31         | 10         | -               | -               | -               | -             | -             | -             | 31     | 10     |
| 1933-1934          | Alessandria        | A                  | 34         | 12         | -               | -               | -               | -             | -             | -             | 34     | 12     |
| 1934-1935          | Alessandria        | A                  | 29         | 16         | -               | -               | -               | -             | -             | -             | 29     | 16     |
| giu. 1935          | Roma               | -                  | -          | -          | -               | -               | -               | CEC           | 2             | 1             | 2      | 1      |
| 1935-1936          | Roma               | A                  | 28         | 6          | CI              | 2               | 0               | CEC           | 4             | 0             | 34     | 6      |
| set.-dic. 1936     | Roma               | A                  | 7          | 0          | CI              | 0               | 0               | -             | -             | -             | 7      | 0      |
| Totale Roma        | Totale Roma        | Totale Roma        | 35         | 6          | -               | 2               | 0               | -             | 6             | 1             | 43     | 7      |
| 1937-1938          | Asti               | C                  | 20         | 2          | CI              | ?               | ?               | -             | -             | -             | 20+    | 2+     |
| 1938-1939          | Alessandria        | B                  | 3          | 2          | CI              | 0               | 0               | -             | -             | -             | 3      | 2      |
| Totale Alessandria | Totale Alessandria | Totale Alessandria | 306        | 136        | -               | 13              | 9               | -             | -             | -             | 319    | 146    |
| 1939-1940          | Sanremese          | B                  | 3          | 0          | CI              | 0               | 0               | -             | -             | -             | 3      | 0      |
| Totale carriera    | Totale carriera    | Totale carriera    | 364        | 144        | -               | 15+             | 9+              | -             | 6             | 1             | 385+   | 154+   |

### Cronologia presenze e reti in nazionale
| Cronologia completa delle presenze e delle reti in nazionale ― Italia | Cronologia completa delle presenze e delle reti in nazionale ― Italia | Cronologia completa delle presenze e delle reti in nazionale ― Italia | Cronologia completa delle presenze e delle reti in nazionale ― Italia | Cronologia completa delle presenze e delle reti in nazionale ― Italia | Cronologia completa delle presenze e delle reti in nazionale ― Italia | Cronologia completa delle presenze e delle reti in nazionale ― Italia | Cronologia completa delle presenze e delle reti in nazionale ― Italia |
| Data                                                                  | Città                                                                 | In casa                                                               | Risultato                                                             | Ospiti                                                                | Competizione                                                          | Reti                                                                  | Note                                                                  |
| --------------------------------------------------------------------- | --------------------------------------------------------------------- | --------------------------------------------------------------------- | --------------------------------------------------------------------- | --------------------------------------------------------------------- | --------------------------------------------------------------------- | --------------------------------------------------------------------- | --------------------------------------------------------------------- |
| 25-1-1931                                                             | Bologna                                                               | Italia                                                                | 5 – 0                                                                 | Francia                                                               | Amichevole                                                            | 1                                                                     |                                                                       |
| 27-10-1935                                                            | Praga                                                                 | Rep. Ceca                                                             | 2 – 1                                                                 | Italia                                                                | Coppa Internazionale                                                  | -                                                                     |                                                                       |
| Totale                                                                |                                                                       | Presenze                                                              | 2                                                                     |                                                                       | Reti                                                                  | 1                                                                     |                                                                       |

### Statistiche da allenatore
| Stagione           | Squadra            | Campionato         | Campionato | Campionato | Campionato | Campionato | Coppe nazionali | Coppe nazionali | Coppe nazionali | Coppe nazionali | Coppe nazionali | Totale | Totale | Totale | Totale | % Vittorie |
| Stagione           | Squadra            | Comp               | G          | V          | N          | P          | Comp            | G               | V               | N               | P               | G      | V      | N      | P      |            |
| ------------------ | ------------------ | ------------------ | ---------- | ---------- | ---------- | ---------- | --------------- | --------------- | --------------- | --------------- | --------------- | ------ | ------ | ------ | ------ | ---------- |
| 1937-1938          | Asti               | C                  | 30         | 14         | 6          | 10         | CI              | 2               | 1               | 0               | 1               | 32     | 15     | 6      | 11     | 46,87      |
| mag.-giu. 1938     | Alessandria        | B                  | 2+2        | 1          | 0          | 1+2        | -               | -               | -               | -               | -               | 4      | 1      | 0      | 3      | 25,00      |
| 1938-1939          | Alessandria        | B                  | 34         | 14         | 7          | 13         | CI              | 1               | 0               | 0               | 1               | 35     | 14     | 7      | 14     | 40,00      |
| Totale Alessandria | Totale Alessandria | Totale Alessandria | 36+2       | 15         | 7          | 14+2       |                 | 1               | 0               | 0               | 1               | 39     | 15     | 7      | 17     | 38,46      |
| 1939-1940          | Sanremese          | B                  | 34         | 6          | 9          | 19         | CI              | 1               | 0               | 0               | 1               | 35     | 6      | 9      | 20     | 17,14      |
| 1942-1943          | Entella            | C                  | 20         | 9          | 4          | 7          | -               | -               | -               | -               | -               | 20     | 9      | 4      | 7      | 45,00      |
| 1946-1947          | Parma              | B                  | ?          | ?          | ?          | ?          | -               | -               | -               | -               | -               | ?      | ?      | ?      | ?      | ?          |
| 1947-1948          | Savona             | C                  | 30         | 24         | 4          | 2          | -               | -               | -               | -               | -               | 30     | 24     | 4      | 2      | 80,00%     |
| 1948-1949          | Parma              | B                  | ?          | ?          | ?          | ?          | -               | -               | -               | -               | -               | ?      | ?      | ?      | ?      | ?          |
| 1951-1952          | Vogherese          | Prom.              | 34         | 20         | 4          | 10         | -               | -               | -               | -               | -               | 34     | 20     | 4      | 10     | 58,82%     |

## Palmarès

### Giocatore

#### Competizioni nazionali
- Coppa CONI: 1

Alessandria: 1927

### Allenatore

#### Competizioni nazionali
- Serie B: 1

Alessandria: 1945-1946